# Bulbine francescae
Bulbine francescae är en grästrädsväxtart som beskrevs av Graham Williamson och Baijnath. Bulbine francescae ingår i släktet bulbiner, och familjen grästrädsväxter. IUCN kategoriserar arten globalt som livskraftig.
Artens utbredningsområde är Namibia. Inga underarter finns listade i Catalogue of Life.